# Jan III. ze Schwarzenbergu
Jan III. ze Schwarzenbergu (německy Johann III. von Schwarzenberg, 1524 – 30. září 1588) byl hrabě ze Schwarzenbergu.

## Život
Narodil se jako syn svobodného pána Bedřicha ze Schwarzenbergu-Hohenlandsbergu (1498–1561) a jeho první manželky, hraběnky Wandelburgy z Helfensteinu (1509–1528), dcery hraběte Jiřího I. z Helfensteinu pána z Welenheim-Hexenager-Zulmetingenu a Ellimenpuenu († 1517) a Alžběty Limpurg-Scheckfeldu († 1538).
Jeho otec Bedřich ze Schwarzenbergu se podruhé oženil v roce 1529 s hraběnkou Marií z Wertheimu († 1536), dcerou hraběte Jiřího II. z Wertheimu (1487–1530), a potřetí v roce 1537 s Annou z Oettingen-Oettingenu († 19. dubna 1549), dcerou Ludvíka XV. z Oettingen-Oettingenu (1486–1557) a hraběnky Marie Salome z Hohenzollernu (1488–1548).
Měl nevlastní bratry Pavla (1530–1572), Albrechta (29. ledna 1539 – 30. listopadu 1563) zabit u Ystadu a Bedřicha II. ze Schwarzenbergu (28. dubna 1540 – 19. ledna 1570 hrabě ze Schwarzenbergu-Hohenlandsbergu.
25. února 1560 se Jan III. ze Schwarzenbergu v Heidelbergu oženil s Marií Jakubou z Oettingen-Oettingenu (1525 – 13. prosince 1575), vdovou po falckraběti Janovi II. z Zimmernu (1492–1557). Manželství bylo bezdětné.  
Jan III. ze Schwarzenbergu zemřel 30. září 1588 a byl pohřben v Scheinfeldu.